# Premyer Liqası (2017/2018)
Premyer Liqası 2017/2018 (znana jako Topaz Premier League ze względów sponsorskich) była 26. edycją najwyższej klasy rozgrywkowej piłki nożnej w Azerbejdżanie.
Brało w niej udział 8 drużyn, które w okresie od 11 sierpnia 2017 do 21 maja 2018 rozegrały 28 kolejek meczów.
Tytuł mistrzowski zdobyła drużyna Qarabağ FK po raz piąty z rzędu, a szósty w swojej historii.

## Format rozgrywek
Osiem uczestniczących drużyn gra ze sobą czterokrotnie.
Zwycięzca ligi zostaje mistrzem Azerbejdżanu i kwalifikuje się do I rundy kwalifikacyjnej Ligi Mistrzów UEFA.
Drużyna, która zajmie drugie, trzecie miejsce i zdobywca Pucharu Azerbejdżanu, kwalifikują się do I rundy kwalifikacyjnej Ligi Europy UEFA.
W przypadku zdobycia pucharu przez drużynę, która zapewniła sobie grę w europejskich pucharach, awans otrzymuje czwarta drużyna rozgrywek.
Do niższej ligi spada bezpośrednio ostatnia drużyna.

## Drużyny
| Uczestnicy poprzedniej edycji                                                                                 | Uczestnicy poprzedniej edycji | Uczestnicy poprzedniej edycji | Uczestnicy poprzedniej edycji |
| --- | ----------------------------- | ----------------------------- | ----------------------------- |
| QAA | Qarabağ FK                    | Baku                          | 1                             |
| QAB | FK Qəbələ                     | Qəbələ                        | 2                             |
| INT | İnter Baku                    | Baku                          | 3                             |
| ZIR | Zirə Baku                     | Baku                          | 4                             |
| KAP | Kəpəz Gəncə                   | Gandża                        | 5                             |
| SUM | Sumqayıt FK                   | Sumgait                       | 6                             |
| NEF | Neftçi PFK                    | Baku                          | 7                             |
| Awans z Birinci Divizionu                                                                                     |                               |                               |                               |
| SEB | Səbail FK                     | Baku                          | 2                             |
| Oznaczenia: - kolumna pierwsza – skróty nazw drużyn, - kolumna trzecia – miejsce zajęte w poprzednim sezonie. |                               |                               |                               |

## Tabela
| Lp. | Drużyna        | M  | Z  | R | P  | B+ | B- | +/– | Pkt | Kwalifikacja lub spadek                     |
| --- | -------------- | -- | -- | - | -- | -- | -- | --- | --- | ------------------------------------------- |
| 1   | Qarabağ (M)    | 28 | 20 | 5 | 3  | 37 | 13 | +24 | 65  | Liga Mistrzów UEFA • I runda kwalifikacyjna |
| 2   | Qəbələ         | 28 | 14 | 7 | 7  | 43 | 26 | +17 | 49  | Liga Europy UEFA • I runda kwalifikacyjna   |
| 3   | Neftçi Baku    | 28 | 14 | 4 | 10 | 39 | 28 | +11 | 46  | Liga Europy UEFA • I runda kwalifikacyjna   |
| 4   | Zirə Baku      | 28 | 12 | 8 | 8  | 36 | 30 | +6  | 44  |                                             |
| 5   | Sumgayit       | 28 | 11 | 7 | 10 | 34 | 33 | +1  | 40  |                                             |
| 6   | Keşlə Baku (P) | 28 | 8  | 7 | 13 | 29 | 39 | −10 | 31  | Liga Europy UEFA • I runda kwalifikacyjna   |
| 7   | Səbail Baku    | 28 | 6  | 5 | 17 | 19 | 39 | −20 | 23  |                                             |
| 8   | Kəpəz (S)      | 28 | 3  | 5 | 20 | 18 | 47 | −29 | 14  | spadek do Birinci Divizionu                 |

1. ↑  İnter Bakı zmienił nazwę na FK Keşlä przed 10. rundą[1].

## Wyniki
| Gospodarz \ Gość | GAB | KAP | KES | NEF | QAR | SEB | SUM | ZIR | GAB | KAP | KES | NEF | QAR | SEB | SUM | ZIR |
| ---------------- | --- | --- | --- | --- | --- | --- | --- | --- | --- | --- | --- | --- | --- | --- | --- | --- |
| Qəbələ           |     | 0–2 | 3–0 | 2–1 | 1–0 | 3–1 | 1–0 | 1–1 |     | 3–0 | 1–1 | 1–2 | 0–1 | 1–1 | 1–1 | 2–1 |
| Kəpəz            | 1–6 |     | 0–1 | 0–1 | 0–2 | 2–3 | 0–3 | 0–3 | 0–1 |     | 1–1 | 1–2 | 0–1 | 2–1 | 1–1 | 0–0 |
| Keşlə Baku       | 1–2 | 3–2 |     | 0–2 | 0–2 | 1–0 | 1–1 | 0–1 | 1–1 | 0–2 |     | 2–1 | 3–0 | 1–1 | 1–2 | 2–1 |
| Neftçi Baku      | 2–3 | 0–0 | 3–1 |     | 1–3 | 2–0 | 2–1 | 1–2 | 1–0 | 1–0 | 3–2 |     | 0–0 | 3–1 | 2–2 | 1–1 |
| Qarabağ          | 2–1 | 2–0 | 1–0 | 1–0 |     | 1–0 | 4–1 | 0–0 | 0–0 | 1–0 | 1–1 | 0–1 |     | 1–0 | 2–0 | 2–0 |
| Səbail Baku      | 1–3 | 1–0 | 1–0 | 1–0 | 0–2 |     | 0–2 | 0–1 | 2–1 | 1–1 | 0–1 | 0–4 | 0–1 |     | 0–1 | 0–1 |
| Sumgayit         | 0–1 | 2–1 | 3–1 | 1–0 | 1–1 | 0–0 |     | 2–1 | 0–2 | 2–1 | 2–1 | 2–0 | 0–1 | 1–2 |     | 1–2 |
| Zirə Baku        | 2–1 | 3–0 | 1–1 | 1–0 | 2–3 | 2–1 | 3–1 |     | 1–1 | 2–1 | 1–2 | 0–3 | 1–2 | 1–1 | 1–1 |     |

## Najlepsi strzelcy
| Bramki | Zawodnik               | Drużyna     |
| ------ | ---------------------- | ----------- |
| 13     | Bagaliy Dabo           | Qəbələ      |
| 10     | Amil Yunanov           | Sumgayit    |
| 9      | Steeven Joseph-Monrose | Qəbələ      |
| 8      | Mahir Emreli           | Qarabağ     |
| 8      | Ignacio Herrera        | Neftçi Baku |
| 7      | Richard Gadze          | Zirə Baku   |
| 6      | Famoussa Koné          | Qəbələ      |
| 6      | Richard Almeida        | Qarabağ     |
| 6      | Cavid İmamverdiyev     | Sumgayit    |
| 6      | Rəhman Hacıyev         | Neftçi Baku |

Źródło: 

## Stadiony
| Qəbələ          |
| --------------- |
| Stadion Miejski |
|                 |

| Keşlə Baku  |
| ----------- |
| İnter Arena |
|             |

| Kəpəz Gəncə     |
| --------------- |
| Stadion Miejski |
|                 |

| Neftçi Baku   |
| ------------- |
| Bakcell Arena |
|               |

| Qarabağ       |
| ------------- |
| Azərsun Arena |
|               |

| Səbail Baku |
| ----------- |
| Bayil Arena |
|             |

| Sumgayit           |
| ------------------ |
| Kapital Bank Arena |
|                    |

| Zirə Baku                    |
| ---------------------------- |
| Stadion Kompleksu Sportowego |
|                              |

Źródło: 